# Cândesti, Dâmbovița
Cândesti là một xã thuộc hạt Dâmbovița, România. Dân số thời điểm năm 2002 là 3175 người.